# Dipteridae
A Dipteridae az izmosúszójú halak (Sarcopterygii) osztályába és a tüdőshalalakúak (Ceratodontiformes) vagy a Dipterida rendjébe tartozó fosszilis család.
Egyes rendszerezések szerint nem tartozik a tüdőshalalakúak rendjébe, hanem a tüdőshalak (Dipnoi) alosztályán belül annak egy másik fosszilis csoportjába. A devon időszakban jelentek meg és a triász időszak előtt vagy annak elején haltak ki, valószínűleg a perm–triász kihalási esemény következtében, amelyben a tengeri fajok 96%-a és a szárazföldi gerinces fajok 70%-a elpusztult.

## Rendszerezés
A családba az alábbi 4 nem tartozik:
- †Amadeodipterus Young & Schultze, 2005
- †Conchodus
- †Dipteroides
- †Dipterus Sedgwick & Murchison, 1828[4] - típusnem

### Fordítás
- Ez a szócikk részben vagy egészben  a   Dipteridae című angol Wikipédia-szócikk ezen változatának fordításán alapul.  Az eredeti cikk szerkesztőit annak laptörténete sorolja fel. Ez a jelzés csupán a megfogalmazás eredetét és a szerzői jogokat jelzi, nem szolgál a cikkben szereplő információk forrásmegjelöléseként.